# Lília Donkova
Lilia Donkova (Sófia, Bulgária, 1980) é uma violinista portuguesa,  neta de um dos mais famosos compositores e pedagogos búlgaros, Bentzion Eliezer.
Começou a estudar violino aos seis anos de idade com o seu pai. Em 1987, entrou na Escola Nacional de Música de Sófia, demonstrando, bem cedo, o seu talento musical ao ganhar, com sete anos de idade, o Concurso de Violino no Festival de Crianças "Bandeira da Paz" e, mais tarde, em 1990, um prémio no Concurso Internacional para jovens violinistas Kotzian até à idade de 12 anos, em Praga, na República Checa.
No mesmo ano, veio residir com os seus pais para Portugal. Fez o seu primeiro recital a solo, em 1991, em Lisboa e depois em Sófia, onde também gravou para a Rádio Nacional Búlgara. Em 1993, ganhou o 3º Prémio no Concurso "Jovens Talentos" no escalão etário dos 15 anos, em Sófia. Em 1996, ganhou o 2º Prémio no Concurso de Interpretação do Estoril no escalão etário dos 18 anos.
Em 1999 participou num concerto promovido pela Presidência da República Portuguesa, actuando como solista no Coliseu dos Recreios, de Lisboa. No mesmo ano, acabou a Escola Nacional de Música de Sófia e ganhou uma bolsa para estudar na Academia Real de Música de Londres, onde entrou na classe da Profª. Lydia Mordkovich. Durante os seus estudos, foram-lhe atribuídos vários prémios e bolsas de estudo:“ Belmore Woodgate Award”, “Barbara Kesterton Award”, “Picker Trust Award”. Em Janeiro de 2001 ganhou o 1º Prémio de “Winifred Violin Prize” para a melhor interpretação de obras de Bach e Paganini. Lilia Donkova foi membro dos Academy Soloists – um grupo de instrumentistas de cordas dirigido por Clio Gould. Foi também membro da Modern Instruments Baroque Orchestra dirigida pelo cravista Laurence Cummings. Durante estes anos, Lilia tocou num violino italiano, Postacchini, que lhe foi oferecido pela Academia. Em 2003, acabou o curso com excelência e decidiu tirar mais um ano de pós-graduação, terminando em Julho de 2004 com um prémio “John Mundy Award” pelo seu recital final.
Durante os seus estudos trabalhou também com a Orquestra London Sinfonietta e tocou com distintos maestros, tais como, Sir Coloin Davis, Sir Charles Mackerras, Jean Pascal Tortelier, Domonic Wheeler e Lutz Kohler, entre outros.
Frequentou cursos internacionais de violino com os Profs. M. Fuks, S. Roesenberg, J. Seiger, N. Brainin, T. Brandis, Z. Zeitlin, Ch. Castleman, I. Neaman, C. Mayerscough, R. Waterman e G. Badev, entre outros.
Como solista, Lilia participou em vários festivais, nomeadamente no Festival Internacional de Música do Estoril, Festival Ibérico, Exposição de Instrumentos Stradivari Cremona 2004, onde tocou num violino Stradivarius com os Academy Soloists. Realizou recitais em vários países, tais como Inglaterra, Espanha, Portugal, Bulgária e Alemanha.
Em 2004, participou no Festival O Génio do Violino 2004, em Londres, onde tocou como solista com a Orquestra London Soloists sob a direcção do Maestro David Josefowitz, no famoso complexo Queen Elizabeth Hall.
Desde Setembro do mesmo ano, Lilia é concertino da Orquestra de Câmara de Cascais e Oeiras onde, por diversas vezes, tem tocado a solo. É ainda professora na Escola de Música Concertino.
Lilia toca num violino Giovanni Schwarz de 1892 e arco de N.Basin.